# Emery Lehman
Emery Lehman (ur. 13 czerwca 1996 w Oak Park) – amerykański łyżwiarz szybki, brązowy medalista olimpijski, mistrz świata seniorów i juniorów.
Studiował inżynierię lądową na Marquette University.

## Wyniki

### Igrzyska olimpijskie
| Rok  | Gospodarz  | 1500 m | 5000 m | 10000 m | bieg drużynowy |
| ---- | ---------- | ------ | ------ | ------- | -------------- |
| 2014 | Soczi      | —      | 16     | 10      | —              |
| 2018 | Pjongczang | —      | 21     | —       | 8              |
| 2022 | Pekin      | 11     | 16     | —       | 03 !           |

### Mistrzostwa świata na dystansach
| Rok  | Gospodarz      | 1500 m | 5000 m | bieg drużynowy |
| ---- | -------------- | ------ | ------ | -------------- |
| 2013 | Soczi          | —      | 20     | —              |
| 2020 | Salt Lake City | 16     | —      | 5              |

### Mistrzostwa świata juniorów
| Rok  | Gospodarz | 1500 m | 3000 m | 5000 m |
| ---- | --------- | ------ | ------ | ------ |
| 2013 | Collalbo  | —      | 03 !   | 01 !   |
| 2014 | Bjugn     | —      | 03 !   | 03 !   |
| 2015 | Warszawa  | 03 !   | —      | 03 !   |